# Вишняков Посад
Вишняко́в Поса́д — деревня в Пашском сельском поселении Волховского района Ленинградской области.

## История
На карте Санкт-Петербургской губернии Ф. Ф. Шуберта 1834 года упоминается деревня Посад, состоящая из 28 крестьянских дворов.

ВИШНЯКОВ ПОСАД — деревня принадлежит малолетним девицам Апрелевым, число жителей по ревизии: 30 м. п., 32 ж. п. (1838 год)

Деревня Посад из 28 дворов отмечена на карте Ф. Ф. Шуберта 1844 года.

ВИШНЯКОВ ПОСАД — деревня наследников генерал-лейтенанта Апрелева и малолетних девиц Апрелевых, по просёлочной дороге, число дворов — 8, число душ — 24 м. п. (1856 год)

ВИШНЯКОВ ПОСАД — деревня казённая при реке Козопаше, число дворов — 8, число жителей: 22 м. п., 36 ж. п. (1862 год)

По состоянию на 1863 год Апрелевым принадлежали деревни Вишняков Посад, Вихмязи, Подберезье и Ботагово. Согласно карте из «Исторического атласа Санкт-Петербургской Губернии» 1863 года река на которой расположена деревня Вишняков Посад называлась Коза-Паша.
Согласно епархиальным данным 1899 года деревня относилась к приходу церкви Рождества Христова Пашского погоста Новоладожского уезда в Надкопанье.
В конце XIX — начале XX века деревня административно относилась к Доможировской волости 3-го стана Новоладожского уезда Санкт-Петербургской губернии.
По данным «Памятной книжки Санкт-Петербургской губернии» за 1905 год деревня называлась Вишняков-Посад и входила в состав Князевского сельского общества.
В 1917 году деревня входила в состав Доможировской волости Новоладожского уезда.
С 1917 по 1927 год деревня Вишняков Посад входила в состав Князевского сельсовета Доможировской волости Волховского уезда.
С 1927 года в составе Пашского района. В 1927 году население деревни Вишняков Посад составляло 104 человека.
С 1928 года в составе Карпинского сельсовета.
По данным 1933 года деревня Вишняков Посад входила в состав Карпинского сельсовета Пашского района Ленинградской области.

Деревня Вишняков Посад на карте 1940 года

На карту РККА 1940 года нанесена деревня Вишняков Посад, но подписана только смежная с ней деревня Крикачев Посад.
С 1955 года в составе Новоладожского района.
В 1958 году население деревни Вишняков Посад составляло 37 человек.
С 1963 года в составе Волховского района.
По данным 1966, 1973 и 1990 годов деревня Вишняков Посад входила в состав Пашского сельсовета Волховского района.
В 1997 году в деревне Вишняков Посад Пашской волости проживали 11 человек, в 2002 году — 7 человек (все русские).
В 2007 году в деревне Вишняков Посад Пашского СП — 5, в 2010 году — 6 человек.

## География
Деревня расположена в северо-восточной части района близ автодороги 41К-193 (Паша — Загубье).
Расстояние до административного центра поселения — 9 км.
Расстояние до ближайшей железнодорожной станции Паша — 6 км.
Деревня находится на левом берегу реки Косопаша.

## Демография
| 1838 | 1862 | 1997 | 2002 | 2007 | 2010 | 2012 |
| ---- | ---- | ---- | ---- | ---- | ---- | ---- |
| 62   | ↘58  | ↘11  | ↘7   | ↘5   | ↗6   | ↘5   |
| 2017 |      |      |      |      |      |      |
| ↗6   |      |      |      |      |      |      |

### Национальный состав
Согласно данным Всероссийской переписи населения 2021 года в деревне проживали 4 человека, все русские.